# Ferrocarril Liliputiense del Parque
| Ferrocarril Liliputiense del Parque                                                             | Ferrocarril Liliputiense del Parque |
| ----------------------------------------------------------------------------------------------- | ----------------------------------- |
| Von O&K hergestellte Dampflokomotive und Wagen Parkeisenbahnstation und Parkverwaltung, um 1910 |                                     |
| Ehemalige Trasse von 1908 bis 1923 auf einer Karte von 2020                                     |                                     |
| Streckenlänge:                                                                                  | 7,36 km                             |
| Spurweite:                                                                                      | 600 mm (Schmalspur)                 |
|                                                                                                 |                                     |

Die Ferrocarril Liliputiense del Parque (spanisch für Liliput-Parkeisenbahn) war eine von 1908 bis 1923 betriebene, 7,36 km lange Schmalspurbahn mit einer Spurweite von 600 mm im General-San-Martín-Park in Mendoza in Argentinien.

## Betrieb
Die 7,36 km  lange Feldbahn wurde 1906 beschafft, um bei der Anlage des Parks und bei der Schaffung eines Sees zu eingesetzt zu werden. Ihre vier Lokomotiven und Wagen, die von Orenstein & Koppel in Potsdam, Deutschland, gebaut wurden, dienten von 1908 bis 1923 dem Personenverkehr durch den Park. Der bei den Bauarbeiten verwendete Wasserturm wurde nach der Fertigstellung des Parks abgebaut und bei der Ferrocarril Industrial de Mendoza wieder aufgebaut.

## Geschichte
Der Bau des Parks, der ursprünglich Parque del Oeste (Westpark) hieß, begann am 6. Dezember 1896 unter der Leitung des Landschaftsarchitekten Carlos Thays, der bei der Gestaltung eine Kombination aus englischen und französischen Stilen des 19. Jahrhunderts einsetzte. Nach dem Erdbeben von Mendoza 1861 wurde die Stadt von Diphtherie-, Cholera- und Masernepidemien heimgesucht. Diese und andere Herausforderungen im Bereich der öffentlichen Gesundheit spielten in den Plänen für den Wiederaufbau der Stadt eine wichtige Rolle. Der Park wurde zu Ehren von General José de San Martín, der den argentinischen Unabhängigkeitskrieg führte, umbenannt.
Der 393 Hektar große Park ist mit 34 Skulpturen geschmückt, die die Wege und Straßen schmücken. El rosedal (Rosengarten) ist eine Promenade, die 1919 eingeweiht wurde. Der große See, der von der Schmalspurbahn umrundet wurde, wurde 1906 eingeweiht. An ihm hatte auch der 1908 gegründete Club Mendoza de Regatas sein Bootshaus.
Der Bau dieses Parks löste unter Regierungs- und Oppositionspolitikern in Mendoza Kontroversen aus. Gouverneur Moyano erklärte, dass das Projekt Schwächen im Bereich der öffentlichen Gesundheit beheben solle, die auch nach dem Beben fortbestanden, während die Opposition argumentierte, dass mit diesem groß angelegten Bau nur elitäre Ziele verfolgt würden und dass mit einem kleineren Geldbetrag größere damalige Mängel wie das Fehlen von Abwasserkanälen, Wasserwerken und Bewässerungsgräben überwunden werden könnten. Langfristig erwies sich der Park jedoch als vorteilhaft für den Großraum Mendoza, weil er zu einer deutlich verbesserten Luftqualität in der Gegend und zu höheren Immobilienwerten durch größere Investitionen führte.